# Тадж ад-дін Хасан Бузург
Шейх Тадж ад-дін Хасан Бузург — перший фактично незалежний джалаїридський правитель Іраку й центрального Ірану.

## Правління
У молоді роки Хасан змагався з правителем Ільханів за руку Багдад-Хатун, дочки еміра Чобана. Зрештою вона силоміць була видана заміж за Ільхана, а Хасан був ув'язнений. Утім 1333 року він був звільнений, після чого отримав пост намісника Руму.
Невдовзі, після смерті правителя Хулагуїдів, почалась запекла боротьба за багдадський престол. 1336 року Хасан Бузург скористався своїм шансом і захопив владу. В результаті поступових військових дій він зміг захопити значні території й утворити власний султанат.